# André Rossignol

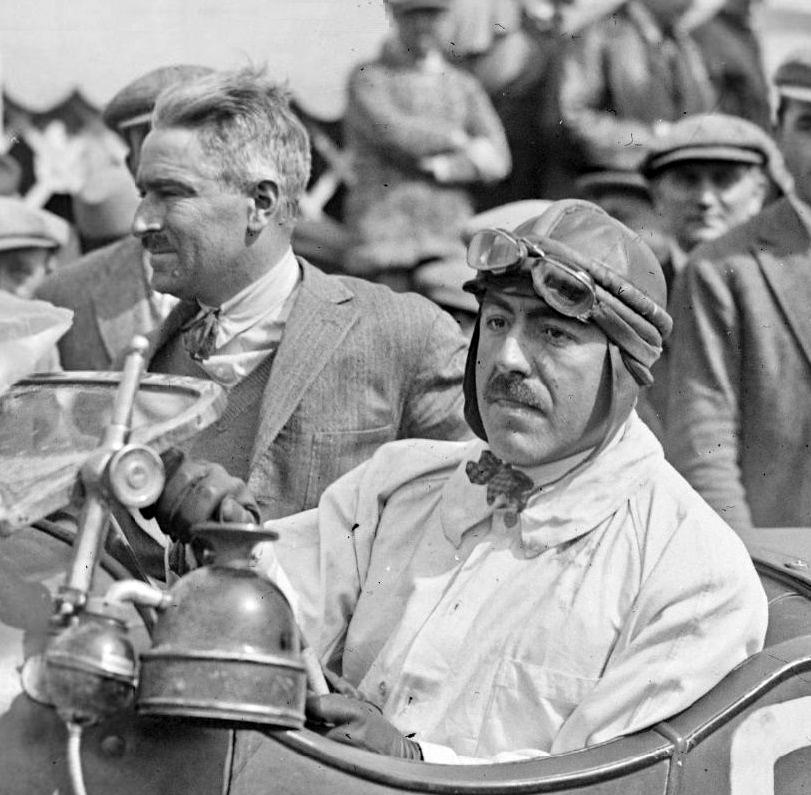
Robert Bloch (links) und André Rossignol (rechts) beim 24-Stunden-Rennen von Le Mans 1926.

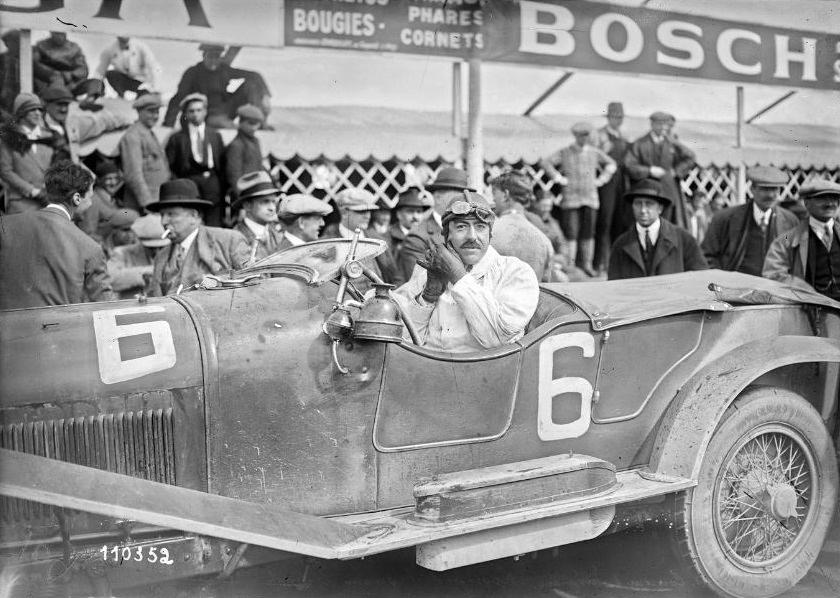
André Rossignol bei den 24 Stunden von Le Mans 1926 auf Lorraine-Dietrich.

André Emile Henri Rossignol (* 9. August 1890 in Paris; † 5. Dezember 1960 ebenda) war ein französischer Autorennfahrer.

## Karriere
André Rossignol war der erste Rennfahrer, der das 24-Stunden-Rennen von Le Mans zweimal gewinnen konnte. Neben Woolf Barnato war er in den 1920er-Jahren der erfolgreichste Fahrer bei diesem Langstreckenrennen. Vier Jahre lang war er Werksfahrer bei Lorraine-Dietrich und gewann das Rennen 1925 – mit Gérard de Courcelles – und 1926 – mit Robert Bloch – als jeweiligen Partner.
Nach dem Rückzug von Lorraine-Dietrich vom Rennsport 1927, startete Rossignol 1928 als Werksfahrer von Chrysler France noch einmal in Le Mans. Mit Henri Stoffel als Partner wurde er auf einem Chrysler 72 Six Dritter der Gesamtwertung. 

## Statistik

### Le-Mans-Ergebnisse
| Jahr | Team                                | Fahrzeug                | Teamkollege          | Platzierung            | Ausfallgrund |
| ---- | ----------------------------------- | ----------------------- | -------------------- | ---------------------- | ------------ |
| 1923 | Société Lorraine De Dietrich et Cie | Lorraine-Dietrich B.3.6 | Gérard de Courcelles | Rang 8 und Klassensieg |              |
| 1924 | Lorraine-Dietrich et Cie            | Lorraine-Dietrich B.3.6 | Gérard de Courcelles | Rang 3                 |              |
| 1925 | Lorraine-Dietrich et Cie            | Lorraine-Dietrich B.3.6 | Gérard de Courcelles | Gesamtsieg             |              |
| 1926 | Lorraine-Dietrich et Cie            | Lorraine-Dietrich B.3.6 | Robert Bloch         | Gesamtsieg             |              |
| 1928 | Grand Garage Saint-Didier Paris     | Chrysler 72 Six         | Henri Stoffel        | Rang 3                 |              |

### 24-St-Spa-Ergebnisse
| Jahr | Team                            | Fahrzeug                | Teamkollege          | Platzierung | Ausfallgrund |
| ---- | ------------------------------- | ----------------------- | -------------------- | ----------- | ------------ |
| 1925 | Lorraine-Dietrich et Cie        | Lorraine-Dietrich Sport | Gérard de Courcelles | Rang 2      |              |
| 1928 | Grand Garage Saint-Didier Paris | Chrysler 72 Six         | Henri Stoffel        | Rang 6      |              |
| 1929 | Grand Garage Saint-Didier Paris | Chrysler 75             | Henri Stoffel        | Rang 6      |              |